# Symeon (Popow)
Symeon, imię świeckie Odisej Nikołow Popow (ur. 1840 w Burgasie, zm. 23 października 1937) – bułgarski biskup prawosławny.

## Życiorys
Pochodził z bułgarskiej rodziny ze wsi Fakija, jego matka miała pochodzenie bułgarsko-albańskie. Edukację na poziomie podstawowym uzyskał w szkole greckojęzycznej. Przed 1856 podjął naukę teologii w seminarium Patriarchatu Konstantynopolitańskiego na wyspie Chalki. W czasie studiów, pod wpływem kolegów, stał się świadomym narodowo Bułgarem. W 1863 wyjechał na Athos i złożył wieczyste śluby mnisze z imieniem Symeon.
Przed 1870 przyjął święcenia diakońskie i kapłańskie, a następnie został protosynglem metropolii widyńskiej. Gdy metropolita widyński Antym został w tym samym roku egzarchą Bułgarii wyjechał razem z nim do Konstantynopola i objął obowiązki protosyngla egzarchatu. 21 sierpnia 1872 otrzymał nominację na metropolitę warneńskiego i wielkopresławskiego, a następnie tego samego dnia przyjął chirotonię biskupią.
W latach 1874–1913 zasiadał w Świętym Synodzie Egzarchatu Bułgarskiego, zaś dwukrotnie był jego przewodniczącym (w 1888 i w latach 1902–1905). W 1879 był członkiem Zgromadzenia Konstytucyjnego, następnie kilkakrotnie był deputowanym do bułgarskiego parlamentu. Brał udział w tworzeniu struktur Bułgarskiego Kościoła Prawosławnego w nowo powstałym Księstwie Bułgarii. Członek honorowy Bułgarskiej Akademii Nauk.
Dzięki znajomości języka greckiego mógł tłumaczyć greckie źródła do historii ziem bułgarskich, w tym list patriarchy Focjusza do księcia bułgarskiego Borysa I oraz listy Teofilakta z Ochrydy.